# Apanteles upoluensis
Apanteles upoluensis är en stekelart som beskrevs av David Timmins Fullaway 1941. 
Apanteles upoluensis ingår i släktet Apanteles och familjen bracksteklar. Inga underarter finns listade i Catalogue of Life.